# مقبرة الأربعين
مقبرة الأربعين، هي من أكبر المقابر الإسلامية الحديثة لأهالي مدينة درعا في سوريا.
تقع في القسم الجنوبي من محافظة درعا، خارج المدينة في منطقة يطلق عليها اسم (البحار) أو الأربعين، وقد تم تقسيمها لعدد من الأقسام حسب العائلات والعشائر بدرعا (كل عائلة في قسمها المخصص تدفن موتاها)، تبلغ مساحتها حوالي (120 ألف متر مربع) أي 120 دونم.